# Xylostola indistincta
Xylostola indistincta là một loài bướm đêm trong họ Noctuidae.